# Papilio troilus
Pour les articles homonymes, voir Troïlus (homonymie).
Espèce
Répartition géographique
Papilio troilus ou Machaon à épices est une espèce d'insectes lépidoptères qui appartient à la famille des Papilionidae, à la sous-famille des Papilioninae et au genre Papilio.

## Dénomination
Il a été nommé Papilio troilus par Carl von Linné en 1758.

### Noms vernaculaires
Papilio troilus se nomme Spicebush Swallowtail en anglais.

### Sous-espèces
- Papilio troilus troilus
- Papilio troilus texanus Ehrmann, 1900 ; uniquement présente en Floride[1].

## Description
Papilio etroilus est un grand papillon (son envergure varie de 70 à 100 mm), de forme vaguement triangulaire, de couleur noire prédominante qui  possède une queue en forme de cuillère. Son ornementation mime celle de Battus philenor. Alors que l'aile antérieure est presque totalement noire, uniquement bordée d'une ligne submarginale de points blanc ivoire, l'aile postérieure est ornée en plus des lunules submarginales vertes, d'une lunule anale bleue, ainsi que chez la femelle de gros points bleu iridescent alors qu'elle est lavée de bleu verdâtre chez le mâle.
Le revers des postérieures comporte deux lignes de taches orange séparées par une plage bleue.

### Chenille et chrysalide
Les chenilles possèdent derrière la tête deux points en forme d’œil pour effrayer les prédateurs. Sa chenille est remarquable par ses qualités d'imitation d'animal dangereux.

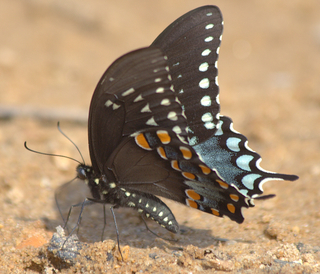
Revers de Papilio troilus.

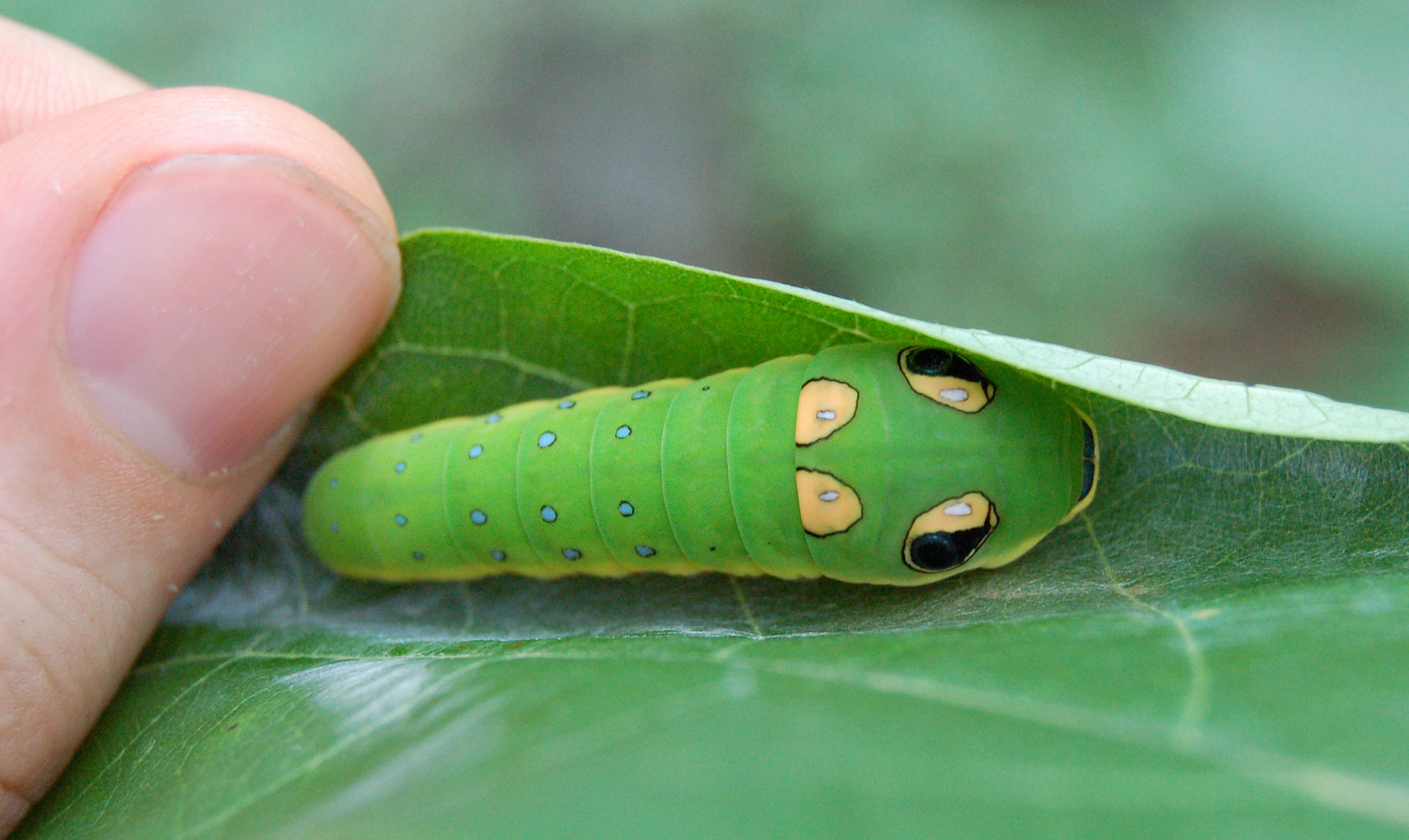
Chenille de Papilio troilus.

## Biologie
Il est occasionnellement migrateur.

### Période de vol et hivernation
Les imagos volent en deux générations, en mai, juin puis en juillet-août au Canada.
Il hiverne à l’état de chrysalide.

### Plantes hôtes
Les plantes hôtes de sa chenille sont Sassafras albidum, Lindera benzoin, Cinnamomum camphora, Persea borbonia, Liriodendron tulipifera, Magnolia virginiana.

## Écologie et distribution
Il réside en Amérique du Nord dans les États du Sud-Est du Canada et de l'Est des États-Unis jusqu'à la Floride, l'Oklahoma, le centre du Texas, l'Ouest de l'extrême sud de l'Ontario. Il est occasionnellement migrateur vers le Dakota du Nord, le centre du Colorado, Cuba et au Canada au nord de son aire de résidence,.

### Biotope
Il réside dans les forêts et en lisière des bois, dans les parcs et au bord des routes.

### Protection
Pas de statut de protection particulier.